# Крузе, Карл Фёдорович
Карл Фёдорович Кру́зе (нем. Karl Friedrich Kruse; 1727—1799) — российский врач, немецкого происхождения, профессор.

## Биография
Родился в Киле (Германия), учился в Лейдене, где и защитил в 1749 г. диссертацию De causis acidi in primis viis. Приехав вскоре в Россию, он был назначен старшим доктором в адмиралтейский генеральный госпиталь, по контракту на три года, и профессором в училище при госпитале.
Крузе женился на дочери лейб-медика Бургава и приобрел большую практику; в 1753 г. назначен главным доктором гвардейских войск. 18 июля 1761 г. был назначен лейб-медиком, с чином действительного статского советника и с жалованьем в 4000 руб. в год. Он лечил Императрицу Елизавету Петровну во время последней её болезни.
Император Пётр III уволил его от службы 19 апреля 1762 г., но при воцарении Екатерины II Крузе снова был принят на службу на прежнюю должность. С 1756 г. был почетным членом Академии Наук; в «Комментариях Академии» (т. IX) напечатал исследование Г. Бургаве о ртути.
После его смерти его дочь представила императору Павлу прошение, чтобы приняты были у неё многочисленные манускрипты её деда – знаменитого голландского врача  Германа Бургаве, хранившиеся у её отца, которого Бургаве в своё время усыновил. Император Павел I исполнил прошение дочери своего лейб-медика, хотя, по рассмотрении в Медицинской Коллегии принятых книг и манускриптов, оказалось, что они не представляют ничего особенно ценного; бумаги эти были сданы в библиотеку Медико-хирургической Академии.